# HFVExplorer
HFVExplorer è un file manager per Windows sviluppato da Lauri Pesonen a metà anni 1990 e non più sviluppato fin dal 2001; è basato sul software di utilità hfsutils di Robert Leslie. La sua funzione principale è quella di permettere l'accesso a file immagazzinati su dischi (immagini disco) che usano il file system HFS sviluppato da parte di Apple per i loro computer Macintosh, oppure anche il successivo file system HFS plus, ed anche l'autonoma creazione delle immagini disco stesse.

## Caratteristiche
Oltre che come file manager all'interno di Windows, può essere usato per creare, leggere e scrivere floppy disk del Mac da 1.44MB (ma non quelli da 400 o 800 kB), e può creare/leggere/scrivere le immagini disco (estensioni .dsk o .hfv) che sono usate nell'emulazione del Macintosh, ma solo fino a 2 GB. Per sistemi Linux e sistemi Unix in genere, funziona anche all'interno di Wine un layer di compatibilità per Windows. È spesso usato quando si emula il Mac OS classico su Windows (Mini vMac, Basilisk II, SheepShaver, SoftMac, QEMU).